# Герцики
Герцики — казацко-старшинский, впоследствии дворянский род еврейского происхождения Левобережной Украины, выходцев из Правобережья.
Происходят от еврея Симона Герцика (?—1689), жителя города Умань, который в 1650 году принял христианство.
Его сын — Павел Семёнович Герцик (год рождения неизвестен — около 1700) — полтавский полковник (1675—1676, 1677, 1683—1687, 1691—1695). Прославился как меценат, на средства которого построена Крестовоздвиженская церковь Киево-Печерской лавры (1700). Его сыновья — Григорий Павлович Герцик, Иван Павлович Герцик и Афанасий Павлович Герцик — были сторонниками гетмана Мазепы и пошли за ним в изгнание. Первая дочь — Анна Герцик была замужем за Филиппом Орликом, вторая дочь — Мария Герцик — замужем за Владимиром Максимовичем, третья — Кристина Герцик — за Григорием Новицким.
Самый известный из сыновей — Григорий Павлович Герцик (род. 70-е—80-е гг. XVIII века, г. Полтава — † после 1735, г. Москва) — наказной полтавский полковник (1705). Соратник Ивана Мазепы. После смерти Мазепы остался верен гетману Ф. Орлику (который приходился ему зятем), был его генеральным есаулом (1711—1719). Во время выполнения ответственного поручения Орлика в Варшаве по приказу российского посла князя С. Долгорукого его схватили, вывезли в Россию и посадили в Петропавловскую крепость. С 1728 года жил под надзором в Москве.
Александра Алексеевна Герцик (1886, Полтава — 1964, Полтава) — украинская актриса, жена певца Ивана Козловского.
Род Герциков внесён во II часть Родословной книги Полтавской губернии.